# 郭太运
郭太运（1925年1月—2022年12月29日），曾用名郭泰运，男，汉族，河南开封人，中国年画艺术家，国家级非物质文化遗产项目（朱仙镇年画）代表性传承人。